# 1208
Portal Geschichte | Portal Biografien | Aktuelle Ereignisse | Jahreskalender | Tagesartikel

◄ |
12. Jahrhundert |
13. Jahrhundert
| 14. Jahrhundert | ►

◄ |
1170er |
1180er |
1190er |
1200er
| 1210er | 1220er | 1230er | ►

◄◄ |
◄ |
1204 |
1205 |
1206 |
1207 |
1208
| 1209 | 1210 | 1211 | 1212 | ► | ►►
Staatsoberhäupter  · Nekrolog
| Januar | Januar | Januar | Januar | Januar | Januar | Januar | Januar |
| Kw     | Mo     | Di     | Mi     | Do     | Fr     | Sa     | So     |
| ------ | ------ | ------ | ------ | ------ | ------ | ------ | ------ |
| 1      |        | 1      | 2      | 3      | 4      | 5      | 6      |
| 2      | 7      | 8      | 9      | 10     | 11     | 12     | 13     |
| 3      | 14     | 15     | 16     | 17     | 18     | 19     | 20     |
| 4      | 21     | 22     | 23     | 24     | 25     | 26     | 27     |
| 5      | 28     | 29     | 30     | 31     |        |        |        |

| Februar | Februar | Februar | Februar | Februar | Februar | Februar | Februar |
| Kw      | Mo      | Di      | Mi      | Do      | Fr      | Sa      | So      |
| ------- | ------- | ------- | ------- | ------- | ------- | ------- | ------- |
| 5       |         |         |         |         | 1       | 2       | 3       |
| 6       | 4       | 5       | 6       | 7       | 8       | 9       | 10      |
| 7       | 11      | 12      | 13      | 14      | 15      | 16      | 17      |
| 8       | 18      | 19      | 20      | 21      | 22      | 23      | 24      |
| 9       | 25      | 26      | 27      | 28      | 29      |         |         |

| März | März | März | März | März | März | März | März |
| Kw   | Mo   | Di   | Mi   | Do   | Fr   | Sa   | So   |
| ---- | ---- | ---- | ---- | ---- | ---- | ---- | ---- |
| 9    |      |      |      |      |      | 1    | 2    |
| 10   | 3    | 4    | 5    | 6    | 7    | 8    | 9    |
| 11   | 10   | 11   | 12   | 13   | 14   | 15   | 16   |
| 12   | 17   | 18   | 19   | 20   | 21   | 22   | 23   |
| 13   | 24   | 25   | 26   | 27   | 28   | 29   | 30   |
| 14   | 31   |      |      |      |      |      |      |

| April | April | April | April | April | April | April | April |
| Kw    | Mo    | Di    | Mi    | Do    | Fr    | Sa    | So    |
| ----- | ----- | ----- | ----- | ----- | ----- | ----- | ----- |
| 14    |       | 1     | 2     | 3     | 4     | 5     | 6     |
| 15    | 7     | 8     | 9     | 10    | 11    | 12    | 13    |
| 16    | 14    | 15    | 16    | 17    | 18    | 19    | 20    |
| 17    | 21    | 22    | 23    | 24    | 25    | 26    | 27    |
| 18    | 28    | 29    | 30    |       |       |       |       |

| Mai | Mai | Mai | Mai | Mai | Mai | Mai | Mai |
| Kw  | Mo  | Di  | Mi  | Do  | Fr  | Sa  | So  |
| --- | --- | --- | --- | --- | --- | --- | --- |
| 18  |     |     |     | 1   | 2   | 3   | 4   |
| 19  | 5   | 6   | 7   | 8   | 9   | 10  | 11  |
| 20  | 12  | 13  | 14  | 15  | 16  | 17  | 18  |
| 21  | 19  | 20  | 21  | 22  | 23  | 24  | 25  |
| 22  | 26  | 27  | 28  | 29  | 30  | 31  |     |

| Juni | Juni | Juni | Juni | Juni | Juni | Juni | Juni |
| Kw   | Mo   | Di   | Mi   | Do   | Fr   | Sa   | So   |
| ---- | ---- | ---- | ---- | ---- | ---- | ---- | ---- |
| 22   |      |      |      |      |      |      | 1    |
| 23   | 2    | 3    | 4    | 5    | 6    | 7    | 8    |
| 24   | 9    | 10   | 11   | 12   | 13   | 14   | 15   |
| 25   | 16   | 17   | 18   | 19   | 20   | 21   | 22   |
| 26   | 23   | 24   | 25   | 26   | 27   | 28   | 29   |
| 27   | 30   |      |      |      |      |      |      |

| Juli | Juli | Juli | Juli | Juli | Juli | Juli | Juli |
| Kw   | Mo   | Di   | Mi   | Do   | Fr   | Sa   | So   |
| ---- | ---- | ---- | ---- | ---- | ---- | ---- | ---- |
| 27   |      | 1    | 2    | 3    | 4    | 5    | 6    |
| 28   | 7    | 8    | 9    | 10   | 11   | 12   | 13   |
| 29   | 14   | 15   | 16   | 17   | 18   | 19   | 20   |
| 30   | 21   | 22   | 23   | 24   | 25   | 26   | 27   |
| 31   | 28   | 29   | 30   | 31   |      |      |      |

| August | August | August | August | August | August | August | August |
| Kw     | Mo     | Di     | Mi     | Do     | Fr     | Sa     | So     |
| ------ | ------ | ------ | ------ | ------ | ------ | ------ | ------ |
| 31     |        |        |        |        | 1      | 2      | 3      |
| 32     | 4      | 5      | 6      | 7      | 8      | 9      | 10     |
| 33     | 11     | 12     | 13     | 14     | 15     | 16     | 17     |
| 34     | 18     | 19     | 20     | 21     | 22     | 23     | 24     |
| 35     | 25     | 26     | 27     | 28     | 29     | 30     | 31     |

| September | September | September | September | September | September | September | September |
| Kw        | Mo        | Di        | Mi        | Do        | Fr        | Sa        | So        |
| --------- | --------- | --------- | --------- | --------- | --------- | --------- | --------- |
| 36        | 1         | 2         | 3         | 4         | 5         | 6         | 7         |
| 37        | 8         | 9         | 10        | 11        | 12        | 13        | 14        |
| 38        | 15        | 16        | 17        | 18        | 19        | 20        | 21        |
| 39        | 22        | 23        | 24        | 25        | 26        | 27        | 28        |
| 40        | 29        | 30        |           |           |           |           |           |

| Oktober | Oktober | Oktober | Oktober | Oktober | Oktober | Oktober | Oktober |
| Kw      | Mo      | Di      | Mi      | Do      | Fr      | Sa      | So      |
| ------- | ------- | ------- | ------- | ------- | ------- | ------- | ------- |
| 40      |         |         | 1       | 2       | 3       | 4       | 5       |
| 41      | 6       | 7       | 8       | 9       | 10      | 11      | 12      |
| 42      | 13      | 14      | 15      | 16      | 17      | 18      | 19      |
| 43      | 20      | 21      | 22      | 23      | 24      | 25      | 26      |
| 44      | 27      | 28      | 29      | 30      | 31      |         |         |

| November | November | November | November | November | November | November | November |
| Kw       | Mo       | Di       | Mi       | Do       | Fr       | Sa       | So       |
| -------- | -------- | -------- | -------- | -------- | -------- | -------- | -------- |
| 44       |          |          |          |          |          | 1        | 2        |
| 45       | 3        | 4        | 5        | 6        | 7        | 8        | 9        |
| 46       | 10       | 11       | 12       | 13       | 14       | 15       | 16       |
| 47       | 17       | 18       | 19       | 20       | 21       | 22       | 23       |
| 48       | 24       | 25       | 26       | 27       | 28       | 29       | 30       |

| Dezember | Dezember | Dezember | Dezember | Dezember | Dezember | Dezember | Dezember |
| Kw       | Mo       | Di       | Mi       | Do       | Fr       | Sa       | So       |
| -------- | -------- | -------- | -------- | -------- | -------- | -------- | -------- |
| 49       | 1        | 2        | 3        | 4        | 5        | 6        | 7        |
| 50       | 8        | 9        | 10       | 11       | 12       | 13       | 14       |
| 51       | 15       | 16       | 17       | 18       | 19       | 20       | 21       |
| 52       | 22       | 23       | 24       | 25       | 26       | 27       | 28       |
| 1        | 29       | 30       | 31       |          |          |          |          |

| Januar | Januar | Januar | Januar | Januar | Januar | Januar | Januar |
| Kw     | Mo     | Di     | Mi     | Do     | Fr     | Sa     | So     |
| ------ | ------ | ------ | ------ | ------ | ------ | ------ | ------ |
| 1      |        | 1      | 2      | 3      | 4      | 5      | 6      |
| 2      | 7      | 8      | 9      | 10     | 11     | 12     | 13     |
| 3      | 14     | 15     | 16     | 17     | 18     | 19     | 20     |
| 4      | 21     | 22     | 23     | 24     | 25     | 26     | 27     |
| 5      | 28     | 29     | 30     | 31     |        |        |        |

| Februar | Februar | Februar | Februar | Februar | Februar | Februar | Februar |
| Kw      | Mo      | Di      | Mi      | Do      | Fr      | Sa      | So      |
| ------- | ------- | ------- | ------- | ------- | ------- | ------- | ------- |
| 5       |         |         |         |         | 1       | 2       | 3       |
| 6       | 4       | 5       | 6       | 7       | 8       | 9       | 10      |
| 7       | 11      | 12      | 13      | 14      | 15      | 16      | 17      |
| 8       | 18      | 19      | 20      | 21      | 22      | 23      | 24      |
| 9       | 25      | 26      | 27      | 28      | 29      |         |         |

| März | März | März | März | März | März | März | März |
| Kw   | Mo   | Di   | Mi   | Do   | Fr   | Sa   | So   |
| ---- | ---- | ---- | ---- | ---- | ---- | ---- | ---- |
| 9    |      |      |      |      |      | 1    | 2    |
| 10   | 3    | 4    | 5    | 6    | 7    | 8    | 9    |
| 11   | 10   | 11   | 12   | 13   | 14   | 15   | 16   |
| 12   | 17   | 18   | 19   | 20   | 21   | 22   | 23   |
| 13   | 24   | 25   | 26   | 27   | 28   | 29   | 30   |
| 14   | 31   |      |      |      |      |      |      |

| April | April | April | April | April | April | April | April |
| Kw    | Mo    | Di    | Mi    | Do    | Fr    | Sa    | So    |
| ----- | ----- | ----- | ----- | ----- | ----- | ----- | ----- |
| 14    |       | 1     | 2     | 3     | 4     | 5     | 6     |
| 15    | 7     | 8     | 9     | 10    | 11    | 12    | 13    |
| 16    | 14    | 15    | 16    | 17    | 18    | 19    | 20    |
| 17    | 21    | 22    | 23    | 24    | 25    | 26    | 27    |
| 18    | 28    | 29    | 30    |       |       |       |       |

| Mai | Mai | Mai | Mai | Mai | Mai | Mai | Mai |
| Kw  | Mo  | Di  | Mi  | Do  | Fr  | Sa  | So  |
| --- | --- | --- | --- | --- | --- | --- | --- |
| 18  |     |     |     | 1   | 2   | 3   | 4   |
| 19  | 5   | 6   | 7   | 8   | 9   | 10  | 11  |
| 20  | 12  | 13  | 14  | 15  | 16  | 17  | 18  |
| 21  | 19  | 20  | 21  | 22  | 23  | 24  | 25  |
| 22  | 26  | 27  | 28  | 29  | 30  | 31  |     |

| Juni | Juni | Juni | Juni | Juni | Juni | Juni | Juni |
| Kw   | Mo   | Di   | Mi   | Do   | Fr   | Sa   | So   |
| ---- | ---- | ---- | ---- | ---- | ---- | ---- | ---- |
| 22   |      |      |      |      |      |      | 1    |
| 23   | 2    | 3    | 4    | 5    | 6    | 7    | 8    |
| 24   | 9    | 10   | 11   | 12   | 13   | 14   | 15   |
| 25   | 16   | 17   | 18   | 19   | 20   | 21   | 22   |
| 26   | 23   | 24   | 25   | 26   | 27   | 28   | 29   |
| 27   | 30   |      |      |      |      |      |      |

| Juli | Juli | Juli | Juli | Juli | Juli | Juli | Juli |
| Kw   | Mo   | Di   | Mi   | Do   | Fr   | Sa   | So   |
| ---- | ---- | ---- | ---- | ---- | ---- | ---- | ---- |
| 27   |      | 1    | 2    | 3    | 4    | 5    | 6    |
| 28   | 7    | 8    | 9    | 10   | 11   | 12   | 13   |
| 29   | 14   | 15   | 16   | 17   | 18   | 19   | 20   |
| 30   | 21   | 22   | 23   | 24   | 25   | 26   | 27   |
| 31   | 28   | 29   | 30   | 31   |      |      |      |

| August | August | August | August | August | August | August | August |
| Kw     | Mo     | Di     | Mi     | Do     | Fr     | Sa     | So     |
| ------ | ------ | ------ | ------ | ------ | ------ | ------ | ------ |
| 31     |        |        |        |        | 1      | 2      | 3      |
| 32     | 4      | 5      | 6      | 7      | 8      | 9      | 10     |
| 33     | 11     | 12     | 13     | 14     | 15     | 16     | 17     |
| 34     | 18     | 19     | 20     | 21     | 22     | 23     | 24     |
| 35     | 25     | 26     | 27     | 28     | 29     | 30     | 31     |

| September | September | September | September | September | September | September | September |
| Kw        | Mo        | Di        | Mi        | Do        | Fr        | Sa        | So        |
| --------- | --------- | --------- | --------- | --------- | --------- | --------- | --------- |
| 36        | 1         | 2         | 3         | 4         | 5         | 6         | 7         |
| 37        | 8         | 9         | 10        | 11        | 12        | 13        | 14        |
| 38        | 15        | 16        | 17        | 18        | 19        | 20        | 21        |
| 39        | 22        | 23        | 24        | 25        | 26        | 27        | 28        |
| 40        | 29        | 30        |           |           |           |           |           |

| Oktober | Oktober | Oktober | Oktober | Oktober | Oktober | Oktober | Oktober |
| Kw      | Mo      | Di      | Mi      | Do      | Fr      | Sa      | So      |
| ------- | ------- | ------- | ------- | ------- | ------- | ------- | ------- |
| 40      |         |         | 1       | 2       | 3       | 4       | 5       |
| 41      | 6       | 7       | 8       | 9       | 10      | 11      | 12      |
| 42      | 13      | 14      | 15      | 16      | 17      | 18      | 19      |
| 43      | 20      | 21      | 22      | 23      | 24      | 25      | 26      |
| 44      | 27      | 28      | 29      | 30      | 31      |         |         |

| November | November | November | November | November | November | November | November |
| Kw       | Mo       | Di       | Mi       | Do       | Fr       | Sa       | So       |
| -------- | -------- | -------- | -------- | -------- | -------- | -------- | -------- |
| 44       |          |          |          |          |          | 1        | 2        |
| 45       | 3        | 4        | 5        | 6        | 7        | 8        | 9        |
| 46       | 10       | 11       | 12       | 13       | 14       | 15       | 16       |
| 47       | 17       | 18       | 19       | 20       | 21       | 22       | 23       |
| 48       | 24       | 25       | 26       | 27       | 28       | 29       | 30       |

| Dezember | Dezember | Dezember | Dezember | Dezember | Dezember | Dezember | Dezember |
| Kw       | Mo       | Di       | Mi       | Do       | Fr       | Sa       | So       |
| -------- | -------- | -------- | -------- | -------- | -------- | -------- | -------- |
| 49       | 1        | 2        | 3        | 4        | 5        | 6        | 7        |
| 50       | 8        | 9        | 10       | 11       | 12       | 13       | 14       |
| 51       | 15       | 16       | 17       | 18       | 19       | 20       | 21       |
| 52       | 22       | 23       | 24       | 25       | 26       | 27       | 28       |
| 1        | 29       | 30       | 31       |          |          |          |          |

## Ereignisse

### Politik und Weltgeschehen

#### Heiliges Römisches Reich
Philipp von Schwaben gewinnt in zunehmendem Maße die Oberhand im Deutschen Thronstreit, während sich immer mehr Reichsfürsten von seinem Widersacher Otto von Braunschweig abwenden. Auch Papst Innozenz III. sieht sich zu einem Ausgleich mit dem Staufer gezwungen und tritt in Verhandlungen mit Philipp ein. Im Mai plant Philipp einen weiteren entscheidenden Feldzug gegen den Welfen Otto und seine verbliebenen Anhänger.

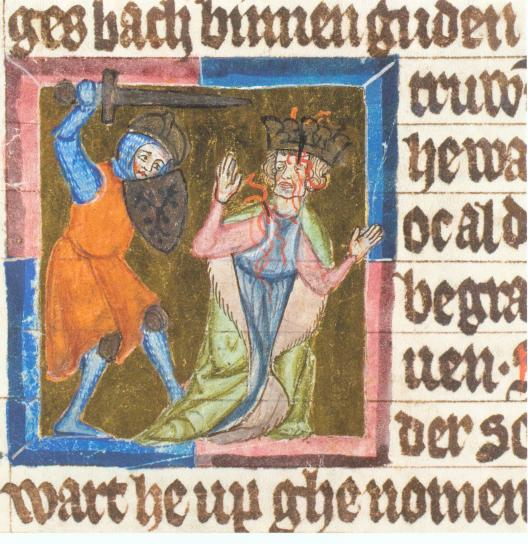
Pfalzgraf Otto von Wittelsbach erschlägt Philipp von Schwaben. Miniatur aus der Sächsischen Weltchronik, Norddeutschland, erstes Viertel des 14. Jahrhunderts

- 21. Juni: Philipp unterbricht die Kriegsvorbereitungen, um in Bamberg an der Hochzeit seiner Nichte Beatrix von Burgund und des Herzogs Otto VII. von Meranien teilzunehmen. Nach der Trauung durch Bischof Ekbert von Andechs-Meranien zieht sich Philipp in seine privaten Gemächer in der Alten Hofhaltung zurück. Dort wird er vom bayerischen Pfalzgrafen Otto VIII. von Wittelsbach ermordet, wahrscheinlich als Vergeltung für die Lösung der Verlobung mit Philipps Tochter Kunigunde von Staufen.
- Philipps Witwe, die schwangere Königin Irene, flüchtet auf die Burg Hohenstaufen und erleidet eine Fehlgeburt, an deren Folgen sie am 27. August verstirbt. Sie hinterlässt vier Töchter im Alter von drei bis zehn Jahren. Mit Philipps Neffen Friedrich, der sich im Königreich Sizilien befindet, gibt es somit nur noch einen männlichen Staufer.
- Für Otto von Braunschweig, der mit dem Anschlag wahrscheinlich nichts zu tun hat, ist damit der Weg zur Herrschaft im Heiligen Römischen Reich frei. Bisherige Gegner des Welfen wie der Halberstädter Bischof Konrad oder der Magdeburger Erzbischof Albrecht II. treten ab Juli zu Otto über.
- 22. September: Die Fürsten Sachsens und Thüringens, bisher überzeugte Anhänger Philipps, sprechen sich einhellig für Otto IV. aus.
- 11. November: Otto IV. wird in Frankfurt einstimmig zum König gewählt. Als Symbol der Aussöhnung mit der Partei der Staufer wird Philipps zehnjährige Tochter Beatrix von Schwaben mit Otto verlobt. Der neue König spricht die Reichsacht über Otto von Wittelsbach aus und lässt den Attentäter gnadenlos verfolgen. Der Bamberger Bischof Ekbert und Markgraf Heinrich IV. von Istrien, die der Mitverschwörung verdächtigt werden, verlieren ihre Ämter, Lehen und Einkünfte.

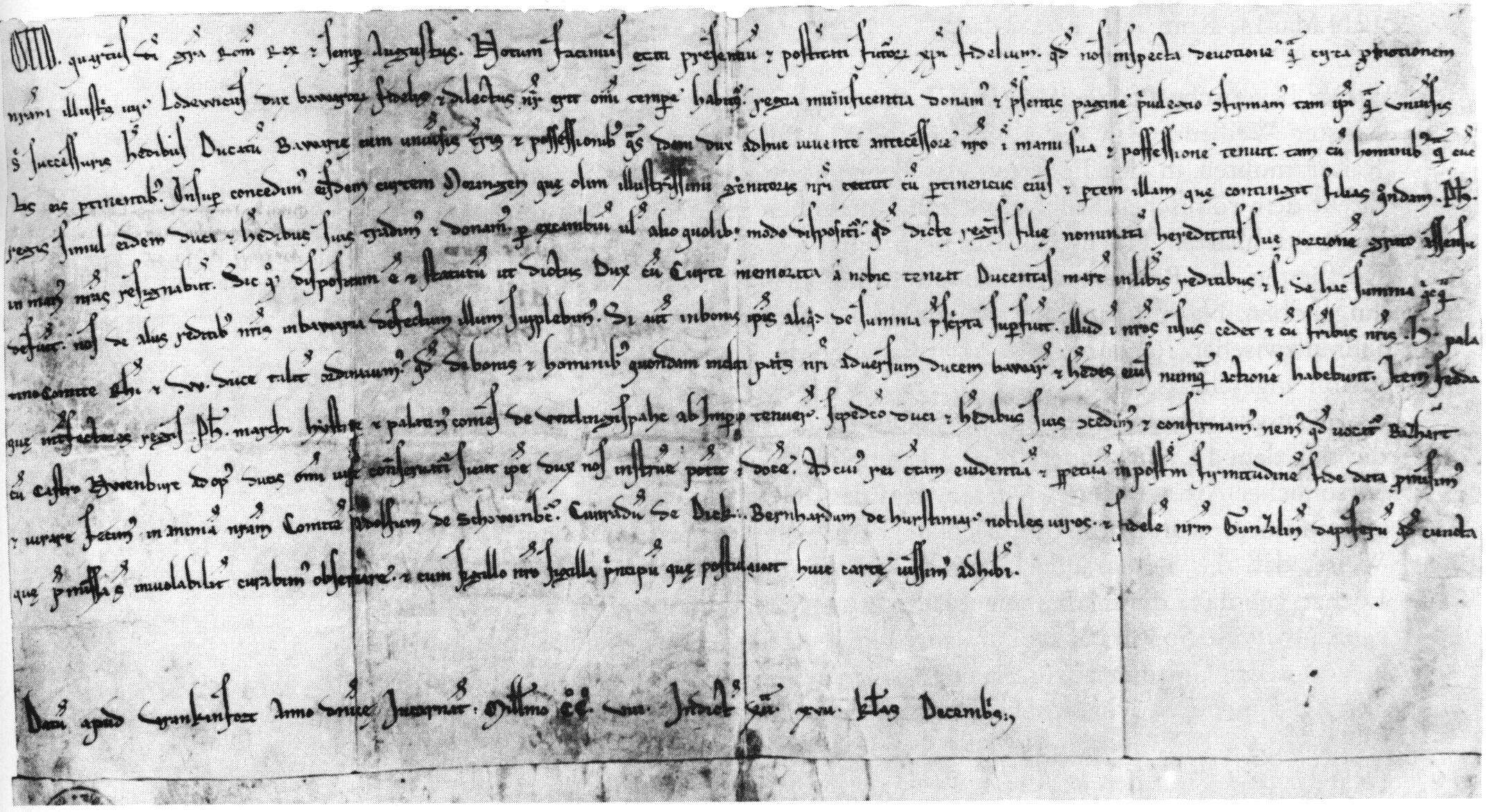
Die Urkunde Ottos IV. über die erbliche Belehnung Herzog Ludwigs I. mit Bayern

- 15. November: König Otto bestätigt dem Wittelsbacher Ludwig sein Lehen als Herzog von Bayern und belehnt ihn zusätzlich mit mehreren der freigewordenen Lehen. Bis zum Ende des Jahres wird Otto mit Hilfe ähnlicher Gunsterweise von praktisch allen Reichsfürsten anerkannt.

#### Königreich Sizilien/Krone Aragón
- Papst Innozenz III. arrangiert eine Ehe zwischen König Friedrich II. von Sizilien und Konstanze von Aragón, der Tochter des Königs Alfons II. von Aragón. Die Ehe wird im Oktober durch Stellvertreter geschlossen.
- 26. Dezember: Die Vormundschaft des Papstes über König Friedrich II. endet an dessen 14. Geburtstag.

#### Frankreich
- Der päpstliche Legat Pierre de Castelnau, der in Südfrankreich mit der Unterdrückung der Albigenserbewegung beauftragt ist, wird von einem Gefolgsmann des Grafen Raimund VI. von Toulouse getötet. Das liefert Papst Innozenz III. den willkommenen Anlass für den im folgenden Jahr beginnenden Albigenserkreuzzug.

#### England
- März: Im Streit um Bischofsernennungen mit König Johann Ohneland verhängt Papst Innozenz III. das Interdikt über das Königreich England. Johann beschlagnahmt im Gegenzug weitere Kirchengüter in England.

#### Skandinavien
- 31. Januar: In der Schlacht bei Lena besiegt Erik Knutsson mit norwegischer Unterstützung Schwedens König Sverker II. vernichtend, der daraufhin nach Dänemark flüchtet. Die Schlacht ist ein Teil langjähriger Machtkämpfe der Geschlechter Erik und Sverker um den schwedischen Thron.
- Auf Kvitsøy wird auf Vermittlung der Bischöfe Tore Gudmundsson und Nikolas Arnason ein Friedensvertrag im norwegischen Bürgerkrieg zwischen Baglern und Birkebeinern geschlossen. Der Bagler Philipp Simonsson erhält Oppland und einen Großteil des Oslofjordes, die Birkebeiner Inge II. und Håkon Galen teilen sich die Macht an der Grenze nördlich von Dovre westlich des Langfjells. Es folgt trotz kleineren Zwischenfällen eine zehnjährige Ruhephase in der Geschichte Norwegens.

#### Urkundliche Ersterwähnungen
- 28. Juli: Alcorcón bei Madrid wird erstmals urkundlich erwähnt.
- Andeer, Cologny, Krauchthal, Meikirch, Schüpfen, Vrin und Žilina werden erstmals urkundlich erwähnt.
- Die Burg Altweilnau wird erstmals urkundlich erwähnt.

### Religion

#### Kirchenhierarchie
- Bruno IV. von Sayn, Erzbischof von Köln, wird nach der Ermordung Philipps von Schwaben aus der staufischen Haft entlassen und begibt sich nach Köln, wo er von Papst Innozenz III. zum rechtmäßigen Erzbischof von Köln bestimmt und die Absetzung von Adolf von Altena bestätigt wird. Am 11. September kehrt Bruno triumphal nach Köln zurück, wo sich nun auch Adolf von Altena und seine Anhänger unterwerfen. Am 2. November stirbt Bruno auf Burg Blankenberg. Vorläufig kommt es zu keiner Bischofswahl, da sich das Priorenkolleg nicht über die Rechte des früheren Bischofs Adolf I. einig ist.
- 22. Dezember: Auf Drängen König Ottos VI. wird Dietrich I. von Hengebach einhellig zum Erzbischof von Köln gewählt.
- Wincenty Kadłubek wird Bischof von Krakau.

#### Sonstiges

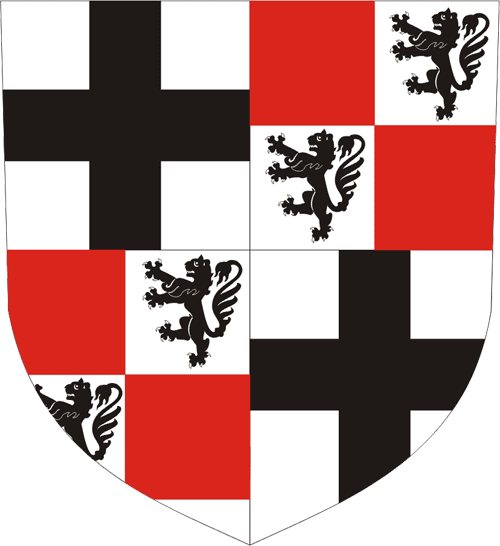
Hochmeisterwappen Heinrichs von Tunna

- Heinrich von Tunna tritt eine Pilgerreise ins Heilige Land an. In Palästina tritt er dem Deutschen Orden bei und wird noch im gleichen Jahr als Nachfolger des zurückgetretenen Otto von Kerpen zum Hochmeister gewählt.
- Franz von Assisi trägt fortan in buchstabengetreuer Erfüllung des Evangeliums nur noch eine Kutte aus grobem Stoff und einen Strick, keine Schuhe, keine Tasche und meidet jeden Besitz.
- Das kroatische Kloster Topusko wird gegründet.

## Geboren

### Geburtsdatum gesichert
- 2. Februar: Jakob I., König von Aragón, Graf von Barcelona und Herr von Montpellier († 1276)
- 20. April: Gamal ad-Din Muhammad ibn Wasil, arabischer Politiker, Diplomat und Geschichtsschreiber († 1298)

### Genaues Geburtsdatum unbekannt
- Heinrich der Grausame, Herzog von Österreich († 1227/1228)
- Koloman von Galizien, Fürst von Halitsch und Slawonien († 1241)
- Smbat Sparapet, armenischer Chronist und Konstabler von Kleinarmenien († 1276)
- Simon de Montfort, englischer Adeliger und Anführer der ersten Revolution auf englischen Boden († 1265)

### Geboren um 1208
- Knut Håkonsson, schwedisch-norwegischer Gegenkönig († 1261)
- Sambor II., Herzog von Pommerellen in Liebschau und Dirschau († 1278)

## Gestorben

### Todesdatum gesichert
- 15. Januar: Pierre de Castelnau, Zisterzienser und päpstlicher Legat
- 31. Januar: Knut Birgersson, Jarl von Schweden
- 31. Januar: Magnus Minnesköld, schwedischer Hochadeliger und Landrichter (* um 1175)
- 22. April: Philipp von Poitou, englischer Prälat
- 21. Juni: Philipp von Schwaben (ermordet), römisch-deutscher König (* 1179)
- 27. August: Irene von Schwaben, römisch-deutsche Königin und Ehefrau Philipps von Schwaben
- 29. August: Dietrich II. von Kittlitz, Bischof von Meißen
- 6. Oktober: Geoffrey de Muschamp, Bischof von Coventry
- 2. November: Bruno IV. von Sayn, Erzbischof von Köln (* um 1165)
- 9. November: Sancha von Kastilien, Königin von Aragón (* 1155)

### Genaues Todesdatum unbekannt
- Juli: Peter von Angoulême, lateinischer Patriarch von Antiochia
- Matthäus III., Graf von Beaumont-sur-Oise und Valois
- Leon Sgouros, autonomer byzantinischer Herrscher in Griechenland, Archon von Nauplia

### Gestorben um 1208
- Otto I., Graf von Bentheim (* um 1145)
- 1208/1210: Walter Map, englischer Schriftsteller walisischer Herkunft (* um 1140)
- nach 1208: Saxo Grammaticus, dänischer Geistlicher und Geschichtsschreiber (* um 1160)